# آکاری کاگیاما
آکاری کاگیاما (انگلیسی: Akari Kageyama; December 25 – ) صداپیشه اهل ژاپن بود. وی از سال ۲۰۱۵ میلادی تاکنون مشغول فعالیت بوده‌است.